# 雷桜
『雷桜』（らいおう）は、宇江佐真理による日本の時代小説、またそれを原作とした漫画および映画作品。

## 概要
2000年に角川書店より発売された、遊という女性の半生を描いた時代劇小説。2010年10月時点で40万部を突破している。また月刊Asuka2010年8月号から11月号まで、八咫緑作画による漫画版が連載された。
- 2000年5月発売 ISBN 978-4048732215
- 文庫版 2004年2月発売 ISBN 978-4043739011
- あすかコミックDX版 2010年10月4日発売 ISBN 978-4048545372

## 映画
『雷桜』（Raiou）は、日本版『ロミオとジュリエット』と題した身分違いの恋愛をテーマにした時代劇。シネマコンプレックスが普及したことなどから、邦画としては異例の金曜日の2010年10月22日公開。監督は『余命1ヶ月の花嫁』の廣木隆一。主演は岡田将生と蒼井優。
キャッチコピーは「女は、恋さえ知らなかった。男は、愛など信じなかった。美しくも奇妙なその桜が、二人の運命を変えた。」。
テレビ特番としてTBSなどで『映画「雷桜」から学ぶ恋愛心理学SP』（60分枠）または『映画「雷桜」特番〜究極の恋物語と言われる4つの理由〜』（30分枠）が放送された。また『サムライ・シネマキャンペーン』と題し、『十三人の刺客』『桜田門外ノ変』『武士の家計簿』『最後の忠臣蔵』と併せて、2010年公開の時代劇映画5作共同のキャンペーンも行われた。
2010年10月22日から24日の初日3日間で興収8614万8460円、動員は6万8922人になり（土日2日間では興収6430万6060円、動員は5万0492人）、映画観客動員ランキング（興行通信社調べ）で初登場第8位となった。また、ぴあ初日満足度ランキング（ぴあ映画生活調べ）では第5位となった。

### キャスト
- 清水斉道（徳川家斉の十七男） - 岡田将生
- 雷/遊[6]（瀬田村庄屋の娘） - 蒼井優
- 瀬田助次郎（遊の兄） - 小出恵介
- 榎戸角之進（清水家御用人） - 柄本明
- 田中理右衛門（遊の育ての親） - 時任三郎
- たえ（遊の母） - 宮崎美子
- 瀬田助太郎（瀬田村の庄屋、遊の兄） - 和田聰宏
- お初（助太郎の妻） - 須藤理彩
- 榊原秀之助（清水家家臣） - 若葉竜也
- 今泉鉄之助（清水家家臣） - 忍成修吾
- 鹿内六郎太（島中藩見回り役） - 村上淳
- 友蔵（瀬田村の百姓） - 高良健吾
- 茂次（瀬田村の百姓） - 柄本佑
- 高山仙之介（幕府大老） - 大杉漣
- 早坂門之助（幕府老中） - ベンガル
- 田所文之進（岩本藩間者） - 池畑慎之介
- 徳川家斉（徳川十一代将軍） - 坂東三津五郎（特別出演）

### スタッフ
- 監督 - 廣木隆一
- プロデューサー - 平野隆
- アソシエイトプロデューサー - 幾野明子、石黒研三、八尾香澄
- 共同プロデューサー - 岡田有正、福島聡司
- 原作 - 宇江佐真理『雷桜』（角川書店刊）
- 脚本 - 田中幸子、加藤正人
- 撮影 - 鍋島淳裕
- 視覚効果 - 橋本満明
- 美術 - 部谷京子
- 編集 - 菊池純一
- 音楽 - 大橋好規
- 音楽プロデューサー - 桑波田景信
- 衣裳デザイン - 黒澤和子
- 照明 - 豊見山明長
- 録音 - 深田晃
- 助監督 - 宮城仙雅
- スーパーバイジングプロデューサー - 久保田修
- 沖縄県今帰仁村コーディネーター 上間宏明
- 製作委員会メンバー - TBSテレビ、電通、毎日放送、東宝、中部日本放送、IMJエンタテインメント、TCエンタテインメント、RKB毎日放送、WOWOW、TBSラジオ&コミュニケーションズ、朝日新聞社、日本出版販売、角川書店、Yahoo! JAPAN、北海道放送、東北放送、新潟放送、静岡放送、山陽放送、中国放送、エフエム東京
- 制作プロダクション - IMJエンタテインメント
- 配給 - 東宝

### 主題歌
- 舞花「心」（ユニバーサルミュージック）